# Qubadlı (stad)
Qubadlı is een stad in Azerbeidzjan en de hoofdstad van de gelijknamige rayon Qubadlı.

## Geschiedenis

### Bezetting
Qubadlı werd op 31 augustus 1993 tijdens de Oorlog in Nagorno-Karabach bezet door Armeense troepen en viel daarna onder de controle van de niet-erkende Republiek Artsach. De naam van de stad werd tijdens de bezetting veranderd naar Kashunik.

### Herovering
Op 25 oktober 2020 herkreeg Azerbeidzjan de controle over de stad tijdens de Tweede Oorlog in Nagorno-Karabach. De stad wordt na de oorlog heropgebouwd door Azerbeidzjan.